# Yoiver González
Yoiver González (Puerto Tejada, Cauca, Colombia; 22 de noviembre de 1989) es un futbolista colombiano nacionalizado ecuatoguineano. Juega como defensa central y actualmente milita en Internacional de Palmira de la Categoría Primera B de Colombia. Fue internacional con la Selección de fútbol de Guinea Ecuatorial.

## Trayectoria

### Millonarios
Llegó a las divisiones menores de Millonarios en el inicio del año 2007, cuando tenía 17 años.
Debutó como profesional a los 18 años en un partido contra el Atlético Huila en la ciudad de Neiva en noviembre de 2007. Este juego terminó 1-1. 
Al año siguiente, 2008, hizo parte del equipo que fue campeón del torneo de Primera C al lado de otros canteranos que estaban actualmente en la nómina profesional como Oswaldo Henríquez, Pedro Franco, Edier Tello, Omar Vásquez, 'Leticiano' Mosquera, Víctor Salazar entre otros. 
Ha jugado algunos partidos de la Copa Colombia 2008, 2009 y 2010, y de la Categoría Primera A del fútbol colombiano en el 2010.

### Fortaleza
A inicios de 2011 es transferido al nuevo equipo de la Categoría Primera B colombiana, Fortaleza, allí permanece dos temporadas.

### Millonarios
A principios de 2013, González regresa a Millonarios. A pesar de que Hernán Torres Oliveros DT de Millonarios en 2013 le había comunicado que le tendría en cuenta siempre fue suplente detrás de Román Torres y Pedro Franco en el primer semestre del año así como del mismo Torres y esta vez de Anderson Zapata en el segundo semestre, no obstante fue el titular del equipo en los partidos de la Copa Colombia 2013.

### América de Cali
A inicios de enero del 2014, Juan Manuel Lillo, DT de Millonarios, le tendría en cuenta pero que no sería prioridad con lo cual fue cedido al América de Cali por un año.

### Millonarios
A inicios de 2015 regresa nuevamente a Millonarios. Realiza la pretemporada y es escogido por Ricardo Lunari para hacer parte de la nómina en la temporada. Donde no fue tenido en cuenta durante el torneo ni fue cedido al final de 2015 se marcha de la institución.

### Gaziantepspor
El 13 de enero de 2017 sería presentado como nuevo jugador del Gaziantepspor de la Superliga de Turquía. Debutó el 26 de enero en la victoria 2 a 0 frente al Osmanlispor por la Copa de Turquía.

### Deportivo Pereira
Regresa al fútbol profesional colombiano, jugando en  el torneo Primera B 2018 (Colombia). Logrando su primer título en el 2019 de la Primera B, ascendiendo a la primera división con la institución del Deportivo Pereira, equipo con el que logró convertir 3 anotaciones y con a su vez con el que ha tenido más apariciones a nivel de clubes, 85 en total.

### Once Caldas
Arregló su vinculación con el equipo manizaleño de cara al primer semestre del año 2021.
Su primer gol con el conjunto caldense lo anotó en un partido de liga contra el América de Cali, partido en que su equipo empató 1-1 en la jornada 13. Disputó más de 30 partidos con el equipo blanco de Manizales

## Selección nacional
En el Fortaleza CEIF, González fue compañero de Rolan de la Cruz, un colombiano que ya había sido reclutado por Guinea Ecuatorial. Éste sirvió de nexo para su llegada al equipo africano, caracterizado por nutrirse de futbolistas negros de todo el mundo sin ser necesariamente de origen ecuatoguineano. En 2013, estando al servicio de Millonarios FC, recibió su única convocatoria -hasta la fecha- para un partido amistoso contra la Selección de fútbol de Benín en el cual disputo algunos minutos, con victoria 3:0. Luego en un cotejo oficial por la Clasificación de CAF para la Copa Mundial de Fútbol de 2014 ante Cabo Verde estuvo desconvocado horas antes del encuentro por una lesión.

### Participaciones enEliminatorias al Mundial
| Competición                          | Sede del Mundial | Posición                     | Resultado | PJ                               | GA | Asis |
| ------------------------------------ | ---------------- | ---------------------------- | --------- | -------------------------------- | -- | ---- |
| Eliminatorias Mundial de Brasil 2014 | Brasil           | 4°lugar en el grupo B - 2pts | Eliminado | 0 (1 convocatoria como suplente) | 0  | 0    |

## Estadísticas
| Club                                  | Div.                | Temporada           | Liga  | Liga  | Copas | Copas | Internacional | Internacional | Total | Total |
| Club                                  | Div.                | Temporada           | Part. | Goles | Part. | Goles | Part.         | Goles         | Part. | Goles |
| ------------------------------------- | ------------------- | ------------------- | ----- | ----- | ----- | ----- | ------------- | ------------- | ----- | ----- |
| Millonarios · Colombia                | 1.ª                 | 2007                | 1     | 0     | -     | -     | -             | -             | 1     | 0     |
| Millonarios · Colombia                | 1.ª                 | 2008                | 0     | 0     | 1     | 0     | -             | -             | 1     | 0     |
| Millonarios · Colombia                | 1.ª                 | 2009                | 0     | 0     | 1     | 0     | -             | -             | 1     | 0     |
| Millonarios · Colombia                | 1.ª                 | 2010                | 4     | 0     | 3     | 0     | -             | -             | 7     | 0     |
| Fortaleza CEIF · (cedido) · Colombia  | 2.ª                 | 2011-12             | 38    | 2     | 14    | 2     | -             | -             | 52    | 4     |
| Millonarios · Colombia                | 1.ª                 | 2013                | 8     | 0     | 12    | 0     | 1             | 0             | 21    | 0     |
| América de Cali · (cedido) · Colombia | 2.ª                 | 2014                | 26    | 0     | 7     | 1     | -             | -             | 33    | 1     |
| Millonarios · Colombia                | 1.ª                 | 2015                | -     | -     | 2     | 0     | -             | -             | 2     | 0     |
| Millonarios · Colombia                | Total club          | Total club          | 13    | 0     | 19    | 0     | 1             | 0             | 33    | 0     |
| Deportivo Pasto · Colombia            | 1.ª                 | 2016                | 29    | 0     | 2     | 0     | -             | -             | 31    | 0     |
| Gaziantepspor Turquía                 | 1.ª                 | 2017                | 0     | 0     | 2     | 0     | -             | -             | 2     | 0     |
| Deportivo Pereira · Colombia          | 2.ª                 | 2018                | 31    | 1     | 5     | 0     | -             | -             | 36    | 1     |
| Deportivo Pereira · Colombia          | 2.ª                 | 2019                | 30    | 2     | 3     | 0     | -             | -             | 33    | 2     |
| Deportivo Pereira · Colombia          | 1.ª                 | 2020                | 16    | 0     | -     | -     | -             | -             | 16    | 0     |
| Deportivo Pereira · Colombia          | Total club          | Total club          | 77    | 3     | 8     | 0     | 0             | 0             | 85    | 3     |
| Once Caldas · Colombia                | 1.ª                 | 2021                | 26    | 1     | 1     | 0     | -             | -             | 27    | 1     |
| La Equidad · Colombia                 | 1.ª                 | 2022                | 22    | 0     | 4     | 0     | 1             | 0             | 27    | 0     |
| La Equidad · Colombia                 | 1.ª                 | 2023                | 17    | 0     | 2     | 0     | -             | -             | 19    | 0     |
| La Equidad · Colombia                 | Total club          | Total club          | 39    | 0     | 6     | 0     | 1             | 0             | 46    | 0     |
| Jaguares de Córdoba · Colombia        | 1.ª                 | 2024                | 11    | 0     | 5     | 0     | -             | -             | 16    | 0     |
| Internacional de Palmira · Colombia   | 2.ª                 | 2025                | 15    | 0     | -     | -     | -             | -             | 15    | 0     |
| Total en su carrera                   | Total en su carrera | Total en su carrera | 274   | 6     | 64    | 3     | 2             | 0             | 279   | 9     |

### Selección
| Mayores Guinea Ecuatorial                                                  | 2013  | 1 | 0 | 0 | 0 | — | — | 1 | 0 |
| Total                                                                      | Total | 1 | 0 | 0 | 0 | 0 | 0 | 1 | 0 |
| (1) Incluye \|Clasificación de CAF para la Copa Mundial de Fútbol de 2014. |       |   |   |   |   |   |   |   |   |

## Palmarés

### Campeonatos nacionales
| Título    | Clunb             | País     | Año  |
| --------- | ----------------- | -------- | ---- |
| Primera B | Deportivo Pereira | Colombia | 2019 |